# Eddie Chapman
Edward Arnold Chapman, detto Eddie (Burnopfield, 16 novembre 1914 – St Albans, 11 dicembre 1997), è stato un agente segreto britannico.
Spia e doppiogiochista durante la seconda guerra mondiale, dipendeva dal servizio segreto militare britannico MI5; il suo nome in codice era agente Zig Zag. Fra le varie imprese al suo attivo un finto sabotaggio alla fabbrica dove si produceva il cacciabombardiere Mosquito.

## Nei media

### Film
- Agli ordini del Führer e al servizio di Sua Maestà (Triple Cross), film del 1967 diretto da Terence Young con Christopher Plummer nei panni di Chapman.
- Double Agent: The Eddie Chapman Story, documentario del 2011 trasmesso dalla BBC, diretto da Stephen Walker, basato sul libro omonimo di Ben Macintyre e condotto dallo stesso autore.[1]

### Libri
- Edward Chapman e Frank Owen The Eddie Chapman Story, Pub: Messner, New York City, 1953 (ASIN B0000CIO9B)
- Nicholas Booth, Zigzag – The Incredible Wartime Exploits of Double Agent Eddie Chapman, 2007, Portrait, London (ISBN 0749951567)
- Macintyre, Ben, Agent Zigzag: The True Wartime Story of Eddie Chapman, Lover, Betrayer, Hero, Spy, London, Bloomsbury, 2007, ISBN 0-7475-8794-9.
- Reed, Nicholas, My Father, the Man Who Never Was: Ronnie Reed, The Life and Times of an MI5 Officer, pp. 60–92, Folkestone, Lilburne Press, 2011, ISBN 978-1-901167-21-4.
- Tallandier, Ed, Eddie Chapman, Ma Fantastique histoire, Texto, 2011, ISBN 978-2-84734-822-4.
- John Cecil Masterman, The Double-Cross System, London, Vintage, Random House, 2013  [1972, Yale University], ISBN 978-0-09-957823-9.
- Eddie Chapman (Agent Zigzag), su mi5.gov.uk, MI5 (archiviato dall'url originale il 13 novembre 2014).
- NationalArchives, KV 2 The Security Service: Personal (PF Series) Files; World War II; Double Agent Operations; KV 2/461 Edward Arnold Chapman, code-named Zigzag: British., su discovery.nationalarchives.gov.uk, Archivi nazionali, 28 marzo 1943.
- Macintyre, Ben, Double Agent: The Eddie Chapman Story, su walkergeorgefilms.co.uk, 2011. URL consultato il 29 marzo 2015 (archiviato dall'url originale il 22 dicembre 2015).